# ヒメゴヨウイチゴ
ヒメゴヨウイチゴ（姫五葉苺、学名：Rubus pseudojaponicus）は、バラ科キイチゴ属のつる性草本状の亜低木。別名、トゲナシゴヨウイチゴ。

## 特徴
近縁種のゴヨウイチゴ（五葉苺）に似る。茎ははじめ直立または斜上しているが、後に地上に倒伏して長く伸び、さらに短い花枝を立てる。植物体に刺はなく、茎、葉柄、葉脈に軟らかい毛が密生する。葉は長い葉柄をもって互生し、葉身は鳥足状の5小葉からなり、各小葉は菱型状の狭倒卵形で、先は細くとがり、基部は狭いくさび形で小葉柄はなく、縁には鋭い重鋸歯がある。葉柄の基部に草質で緑色の狭い托葉がある。
花期は6-7月。花枝の先端に短い花柄を伸ばして1個の白色の花を上向きにつける。萼は7裂し、裂片は花後に反曲する。花弁も7個あり、狭卵形で、長さ約10mmになる。雄蕊は多数ある。果実は径約1cmになる集合果で、赤熟し、上向きにつく。

## 分布と生育環境
日本固有種。南千島、北海道、本州の中部・北部に分布し、亜高山帯の針葉樹林内のやや暗い場所に生育する

## 名前の由来
和名ヒメゴヨウイチゴは姫五葉苺、刺なしのゴヨウイチゴ（五葉苺）の意で、種小名 pseudojaponicus のうち、pseudo- は、「偽の-」「-に似た」の意味。

## ギャラリー
- 花は上を向く。
- 萼片、花弁とも7個。
- 茎に刺がなく、軟毛が生える。葉柄の基部に托葉がある。

## 近縁種：ゴヨウイチゴ
- 花は下を向く。花弁は退化している。萼に刺がある。
- 茎に針状の細い刺がある。